# Tributo internacional a Kraken
Tributo Internacional a Kraken es el nombre de un álbum de estudio tributo al grupo colombiano de Rock Progresivo Kraken. Fue lanzado al mercado el 4 de marzo de 2008 a través de Etnia Records y contiene canciones de todos los trabajos discográficos de Kraken, interpretados por importantes bandas de España y América Latina. Se destaca la participación de artistas relevantes, como Paul Gillman y Adrián Barilari (de Rata Blanca).

## Lista de canciones
CD 1

| N.º | Título                                        | Duración |  |
| 1.  | «Vestido de cristal» (Barilari, Argentina)    | 04:39    |  |
| 2.  | «Méxica» (Vendaval, España)                   | 04:07    |  |
| 3.  | «Los misterios no hablan» (Six Magics, Chile) | 03:50    |  |
| 4.  | «Revolución» (Agora, México)                  | 04:39    |  |
| 5.  | «Hijos del sur» (Gillman, Venezuela)          | 03:36    |  |
| 6.  | «Rostros ocultos» (Jason, Argentina)          | 05:11    |  |
| 7.  | «Residuo social» (Trashnos, España)           | 03:49    |  |
| 8.  | «Imperio de soledad» (Renacer, Argentina)     | 03:27    |  |
| 9.  | «Muere libre» (Angkor, Colombia)              | 04:31    |  |
| 10. | «Silencioso amor» (Crepar, Uruguay)           | 03:11    |  |
| 11. | «Déjame» (Saga, México)                       | 04:54    |  |
| 12. | «Frágil al viento» (Chaos Avatar, Venezuela)  | 06:34    |  |
| 13. | «Después del final» (Introspección, Colombia) | 05:26    |  |
| 14. | «Fugitivo» (Devastación, Argentina)           | 05:01    |  |
| 15. | «Seres de barro y miedo» (Track, Bolivia)     | 04:31    |  |

CD 2

| N.º | Título                                             | Duración |  |
| 1.  | «Camino a la montaña negra» (Lorihen, Argentina)   | 05:59    |  |
| 2.  | «No me hables de amor» (Tálesien, España)          | 04:12    |  |
| 3.  | «O'culto» (M.A.S.A.C.R.E., Perú)                   | 03:38    |  |
| 4.  | «Lenguaje de mi piel» (Viuda Negra, Ecuador)       | 04:52    |  |
| 5.  | «Palabras que sangran» (Jezabel, Argentina)        | 05:44    |  |
| 6.  | «Razones desnudas» (Metempsicosis, Venezuela)      | 04:48    |  |
| 7.  | «Piel de cobre» (Psicofonia, México)               | 04:10    |  |
| 8.  | «América» (Tren Loco, Argentina)                   | 03:15    |  |
| 9.  | «Aves negras» (Katarsis, Colombia)                 | 05:59    |  |
| 10. | «Sin miedo al dolor» (Angelus, Argentina)          | 04:20    |  |
| 11. | «Lágrimas de fuego» (Tierra del Dragón, Venezuela) | 06:19    |  |
| 12. | «Escudo y espada» (Tears of Glory, Colombia)       | 05:52    |  |
| 13. | «Todo hombre es una historia» (Cronos, Venezuela)  | 03:21    |  |
| 14. | «Soy real» (Speranthas, Argentina)                 | 05:43    |  |
| 15. | «El idioma del rock» (Falk, Ecuador)               | 04:11    |  |
| 16. | «Fugitivo» (Kraken, Colombia)                      | 04:50    |  |

CD 3: Rarezas

| N.º | Título                                                | Duración |  |
| 1.  | «Déjame» (Aztra, Ecuador)                             | 06:10    |  |
| 2.  | «Palabras que sangran» (Cromlech, Colombia)           | 04:58    |  |
| 3.  | «Vestido de cristal» (Emmdi)                          | 04:45    |  |
| 4.  | «Vive» (Bunker, Chile)                                | 04:00    |  |
| 5.  | «Espíritu nocturno» (Revolución, Colombia)            | 04:17    |  |
| 6.  | «Aves negras» (Pablo Mendoza, Venezuela)              | 05:57    |  |
| 7.  | «Lenguaje de mi piel» (Eva Santana)                   | 05:34    |  |
| 8.  | «Soy real (Versión acústica)» (Speranthas, Argentina) | 04:45    |  |
| 9.  | «Silencioso amor» (Ares)                              | 07:35    |  |
| 10. | «Residuo social» (Iliös)                              | 04:22    |  |
| 11. | «Revolución» (Agora, México)                          | 04:37    |  |